# Helictopleurus perrieri
Helictopleurus perrieri là một loài bọ cánh cứng trong họ Bọ hung (Scarabaeidae).